# Ulee Ateung (Madat)
Ulee Ateung is een bestuurslaag in het regentschap Aceh Timur van de provincie Atjeh, Indonesië. Ulee Ateung telt 849 inwoners (volkstelling 2010).